# Ed Acosta
Eduardo Elixbet Acosta (Panamá, 9 de marzo de 1944) es un ex lanzador de Grandes Ligas que jugó durante tres temporadas. 

## Carrera
Fue contratado por los Astros de Houston antes de la temporada de 1967 jugó con las Ligas Menores de los hasta 1970 y debutó en las Grandes Ligas el 7 de septiembre de 1970 jugando para los Piratas de Pittsburgh y el 10 de agosto de 1971 fue envía a los  Padres de San Diego en donde estuvo en la Grandes Ligas hasta 1972. en 1973 fue bajado a las clase AAA de los padres donde estuvo hasta 1974. en 1975 jugó en la Liga Mexicana de Béisbol para la Algodoneros de Unión Laguna y Cardenales de Tabasco.